# 前田智洋
前田 智洋（まえだ ともひろ、1982年9月27日 - ）は、大阪府出身のギタリスト、作曲家、編曲家。フランスや日本を中心に活動を続けている。

## 略歴
17歳よりギターを始め、アン・ミュージック・スクール京都校（現スクール・オブ・ミュージック・プラン）に入学、清野拓巳、西野やすし、小島利勝、石橋敬一に師事する。後にバンドを結成し、自身の楽曲を中心に演奏を重ねるほか、数多くのレコーディングに参加し、ミュージシャンと共演した。
また、ミ・ベモル・サクソフォン・アンサンブルの編曲を手がける。
2005年、拠点をフランス・パリに移し、パリを中心に各地で様々な国籍のミュージシャンやアーティストとの共演を果たした。
2008年、Magnanvilleのコンクールにて、審査員全員一致で優勝した。

### 前田智洋 Paris Connexion
前田智洋 Paris Connexionは、国籍や人種の違う3人によって音楽を通じて新たなイメージの世界を奏でるというコンセプトにて活動しているユニットである。
- 前田智洋 - 日本人（ギター）
- トゥープス・ベベ - カメルーン系フランス人（パーカッション、サックス）
- ジョルジュ・ベックリッシュ - ルクセンブルク人（トランペット、作曲家、編曲家）

2009年2月より、日本・韓国にてライブツアー『前田智洋 Paris Connexion Japan Korea Tour 2009』を行っている。

## ディスコグラフィ
2006年 - Life
1. Nano-hana -Fleur de Colza-
2. La Mangue
3. Châtelet
4. Red Paradise
5. Queue Of Ants
6. Life
7. To Make Each Day Count